# جون كورنيل
جون كورنيل (بالإنجليزية: John Cornell)‏ هو منتج أفلام وكاتب سيناريو ومخرج أسترالي، ولد في 2 فبراير 1941 في كالغورلي في أستراليا.

## وصلات خارجية
- جون كورنيل على موقع IMDb (الإنجليزية)
- جون كورنيل على موقع ألو سيني (الفرنسية)
- جون كورنيل على موقع أول موفي (الإنجليزية)
- جون كورنيل على موقع قاعدة بيانات الفيلم (الإنجليزية)
- جون كورنيل على موقع كينوبويسك (الروسية)